# Athlétisme à l'Universiade d'été de 1993
Navigation
Sheffield 1991 Fukuoka 1995
Les épreuves d'athlétisme de l'Universiade d'été 1993 se sont déroulées à Buffalo, aux États-Unis, dans le stade de l'University at Buffalo Stadium, à Amherst (New York).

## Podiums

### Hommes
| 100 m | Daniel Effiong w 10 s 07                                                     | Sam Jefferson w 10 s 13                                                        | Glenroy Gilbert w 10 s 14                                               |
| 200 m | Brian Bridgewater w 20 s 14                                                  | Chris Nelloms w 20 s 17                                                        | Iván García w 20 s 55                                                   |
| 400 m | Ibrahim Hassan 45 s 87                                                       | Evon Clarke 46 s 27                                                            | Danny McFarlane 46 s 60                                                 |
| 800 m | Marko Koers 1 min 48 s 57                                                    | Oleg Stepanov 1 min 49 s 50                                                    | Nico Motchebon 1 min 49 s 52                                            |
| 1 500 m | Abdel-Kader Chékhémani 3 min 46 s 32                                         | William Burke 3 min 46 s 33                                                    | Gary Lough 3 min 46 s 77                                                |
| 5 000 m | Khalid Khannouchi 14 min 5 s 33                                              | Sergey Fedotov 14 min 6 s 15                                                   | Toshinari Takaoka 14 min 6 s 21                                         |
| 10 000 m | Antonio Serrano (en) 28 min 16 s 16                                          | Yasuyuki Watanabe 28 min 17 s 26                                               | Vincenzo Modica 28 min 17 s 73                                          |
| Marathon | Kennedy Manyisa 2 h 12 min 19 s                                              | Kim Wan-ki 2 h 15 min 35 s                                                     | Hyung Jae-young 2 h 15 min 53 s                                         |
| 110 m haies | Dietmar Koszewski 13 s 48                                                    | Glenn Terry 13 s 58                                                            | Stelios Bisbas 13 s 72                                                  |
| 400 m haies | Derrick Adkins 49 s 35                                                       | Yoshihiko Saito 49 s 61                                                        | Dusán Kovács 50 s 12                                                    |
| 3 000 m steeple | Michael Buchleitner 8 min 30 s 82                                            | Vladimir Pronin 8 min 32 s 03                                                  | Bizuneh Yai Tura 8 min 32 s 07                                          |
| 4 × 100 m | États-Unis Bryan Bridgewater David Oaks Tony Miller Thomas Jefferson 38 s 65 | Japon Satoru Inoue Tatsuo Sugimoto Hideyaki Miyata Hisatsugu Suzuki 38 s 97    | Cuba Joel Isasi Joel Lamela Jorge Aguilera Iván García 39 s 20          |
| 4 × 400 m | États-Unis Chris Jones Aaron Payne Kevin Lyles Scott Turner 3 min 2 s 34     | Japon Shigekazu Ōmori Seiji Inagaki Yoshihiko Saito Masayoshi Kan 3 min 3 s 21 | Hongrie Dávid Somfai Dusán Kovács Gábor Kiss Miklós Árpási 3 min 4 s 27 |
| 20 km marche | Robert Korzeniowski 1 h 22 min 01 s                                          | Daniel García 1 h 22 min 58 s                                                  | Bernardo Segura 1 h 24 min 11 s                                         |
| Saut en hauteur | Tony Barton 2,30 m                                                           | Stevan Zorić 2,30 m                                                            | Arturo Ortiz Ruslan Stipanov 2,27 m                                     |
| Saut à la perche | István Bagyula 5,70 m                                                        | Alberto Giacchetto 5,60 m                                                      | Jean Galfione 5,60 m                                                    |
| Saut en longueur | Kareem Streete-Thompson w 8,22 m                                             | Obinna Eregbu 8,18 m                                                           | Vitaliy Kyrylenko 8,04 m                                                |
| Triple saut | Tosi Fasinro w 16,91 m                                                       | Oleg Sakirkin 16,89 m                                                          | Julian Golley w 16,88 m                                                 |
| Lancer du poids | Oleksandr Klymenko 19,72 m                                                   | Paolo Dal Soglio 19,64 m                                                       | Chris Volgenau 19,54 m                                                  |
| Lancer du disque | Alexis Elizalde 62,98 m                                                      | Adewale Olukoju 62,96 m                                                        | Nick Sweeney 62,52 m                                                    |
| Lancer du marteau | Vadim Kolesnikov 77,00 m                                                     | Balázs Kiss 76,88 m                                                            | Christophe Épalle 76,80 m                                               |
| Lancer du javelot | Louis Fouché 79,64 m                                                         | Ed Kaminski 77,52 m                                                            | Mika Parviainen 77,14 m                                                 |
| Décathlon | Sébastien Levicq 7 874 pts                                                   | Indrek Kaseorg 7 864 pts                                                       | Darrin Steele 7 653 pts                                                 |
| Records et Performances - AR : Record continental (area record) - CR : Record des championnats (championship record) - MR : Record du meeting (meet record) - NR : Record national (national record) - OR : Record olympique (olympic record) - PR : Record paralympique (paralympic record) - PB : Record personnel (personal best) - SB : Meilleure performance personnelle de la saison (season's best) - WL : Meilleure performance mondiale de l'année (world leader) - WJR : Record du monde junior (world junior record) - WR : Record du monde (world record) Circonstances et Conditions - DNF : N'a pas terminé (did not finish) - DNS : N'a pas pris le départ (did not start) - DQ : Disqualification (disqualification) - NM : Aucun essai valable enregistré (No Mark) - Q : Qualifié « directement » au prochain tour (ou à la prochaine compétition), lors d'une compétition majeure, grâce au classement ou à la réalisation des minima (automatic qualifier) - q : Qualifié au prochain tour (ou à la prochaine compétition), lors d'une compétition majeure, grâce au repêchage ou à la réalisation de l'une des meilleures performances parmi celles des « non qualifiés directement » (grâce au meilleur temps ou à la meilleure distance par exemple) (secondary qualifier) |                                                                              |                                                                                |                                                                         |

### Femmes
| 100 m | Dahlia Duhaney 11 s 56                                                                 | Liliana Allen 11 s 57                                                         | Beatrice Utondu 11 s 59                                                                  |
| 200 m | Flirtisha Harris w 22 s 56                                                             | Dahlia Duhaney w 22 s 79                                                      | Wang Huei-Chen w 22 s 80                                                                 |
| 400 m | Michelle Collins 52 s 01                                                               | Youlanda Warren 52 s 18                                                       | Nancy McLeón 52 s 84                                                                     |
| 800 m | Amy Wickus 2 min 03 s 72                                                               | Inez Turner 2 min 04 s 14                                                     | Daniele Antipov 2 min 04 s 75                                                            |
| 1 500 m | Lynne Robinson 4 min 12 s 03                                                           | Julie Speights 4 min 12 s 43                                                  | Sarah Howell 4 min 13 s 30                                                               |
| 3 000 m | Clare Eichner 9 min 04 s 32                                                            | Iulia Ionescu 9 min 05 s 10                                                   | Rosalind Taylor 9 min 06 s 25                                                            |
| 10 000 m | Iulia Negura 32 min 22 s 99                                                            | Suzana Ciric 32 min 26 s 68                                                   | Alina Tecuta 32 min 29 s 18                                                              |
| Marathon | Noriko Kawaguchi 2 h 37 s 47                                                           | Franca Fiacconi 2 h 38 s 44                                                   | Nao Otani 2 h 40 s 17                                                                    |
| 100 m haies | Dawn Bowles 13 s 16                                                                    | Marsha Guialdo 13 s 24                                                        | Nicole Ramalalanirina 13 s 28                                                            |
| 400 m haies | Heike Meissner 56 s 10                                                                 | Debbie-Ann Parris 56 s 11                                                     | Trevaia Williams 56 s 57                                                                 |
| 4 × 100 m | États-Unis Crystal Braddock Chryste Gaines Flirtisha Harris Cheryl Taplin 43 s 37      | Nigeria Mary Tombiri Faith Idehen Christy Opara Beatrice Utondu 44 s 25       | Canada Katie Anderson Dionne Wright Dena Burrows France Gareau 45 s 20                   |
| 4 × 400 m | États-Unis Crystal Irwing Maicel Malone Youlanda Warren Michelle Collins 3 min 26 s 18 | Cuba Nancy McLeon Odalmis Limonta Oraidis Ramirez Idalmis Bonne 3 min 28 s 95 | Nigeria Onyinye Chikezie Omotayo Akinremi Olabisi Afolabi Omolade Akinremi 3 min 34 s 97 |
| 10 km marche | Long Yuwen 46 min 16 s 75                                                              | Olga Leonenko 46 min 18 s 40                                                  | Larissa Ramazanova 46 min 18 s 58                                                        |
| Saut en hauteur | Tanya Hughes 1,95 m                                                                    | Nelė Žilinskienė 1,95 m                                                       | Polina Grigorenko 1,95 m                                                                 |
| Saut en longueur | Mirela Dulgheru w 6,69 m                                                               | Vanessa Monar-Enweani w 6,57 m                                                | Daphne Saunders 6,53 m                                                                   |
| Triple saut | Niurka Montalvo w 14,16 m                                                              | Šárka Kašpárková w 14,00 m                                                    | Monica Toth w 13,96 m                                                                    |
| Lancer du poids | Zhou Tianhua 19,17 m                                                                   | Belsis Laza 18,48 m                                                           | Katrin Koch 16,70 m                                                                      |
| Lancer du disque | Renata Katewicz 62,40 m                                                                | Jackie McKernan 60,72 m                                                       | Anja Gündler 60,56 m                                                                     |
| Lancer du javelot | Lee Young-Sun 58,62 m                                                                  | Tanja Damaske 57,68 m                                                         | Valerie Tulloch 56,52 m                                                                  |
| Heptathlon | Urszula Wlodarczyk 6127 pts                                                            | Birgit Gautzsch 5934 pts                                                      | Kelly Blair 5926 pts                                                                     |
| Records et Performances - AR : Record continental (area record) - CR : Record des championnats (championship record) - MR : Record du meeting (meet record) - NR : Record national (national record) - OR : Record olympique (olympic record) - PR : Record paralympique (paralympic record) - PB : Record personnel (personal best) - SB : Meilleure performance personnelle de la saison (season's best) - WL : Meilleure performance mondiale de l'année (world leader) - WJR : Record du monde junior (world junior record) - WR : Record du monde (world record) Circonstances et Conditions - DNF : N'a pas terminé (did not finish) - DNS : N'a pas pris le départ (did not start) - DQ : Disqualification (disqualification) - NM : Aucun essai valable enregistré (No Mark) - Q : Qualifié « directement » au prochain tour (ou à la prochaine compétition), lors d'une compétition majeure, grâce au classement ou à la réalisation des minima (automatic qualifier) - q : Qualifié au prochain tour (ou à la prochaine compétition), lors d'une compétition majeure, grâce au repêchage ou à la réalisation de l'une des meilleures performances parmi celles des « non qualifiés directement » (grâce au meilleur temps ou à la meilleure distance par exemple) (secondary qualifier) |                                                                                        |                                                                               |                                                                                          |